# Cerchysius hispidiscutum
Cerchysius hispidiscutum är en stekelart som beskrevs av Girault 1915. Cerchysius hispidiscutum ingår i släktet Cerchysius och familjen sköldlussteklar. Inga underarter finns listade i Catalogue of Life.